# Jardín Guerrero (Querétaro)
El Jardín Guerrero, ubicado en el terreno del antiguo Convento de Santa Clara, junto a las oficinas de la delegación Centro Histórico (antiguo Palacio Municipal), es uno de los jardines más importantes de la ciudad de Querétaro. En el centro del jardín, mirando al Palacio, se ubica una estatua al insurgente Vicente Guerrero.   
El Jardín ha sido sede de numerosos festivales de teatro y música, como el festival Maxei Archivado el 26 de marzo de 2020 en Wayback Machine., el festival Internacional de Jazz, Hay Festival, el Trova Fest, CutOutFest o el festival Internacional de Artes Escénicas; así como lugar donde se coloca una pista de hielo y un árbol monumental en la temporada navideña y el tianguis de Todos Santos en octubre y noviembre.

## Eventos históricos
- 1633: Las religiosas Clarisas tomaron posesión del Convento de Santa Clara en julio, edificio que ocupaba el terreno donde hoy se asientan casi cuatro manzanas de la ciudad. En el terreno que hoy ocupa el jardín se encontraban unas diecinueve casas de las setenta y seis que formaban las tres manzanas interiores del Convento, ya que las Clarisas no reposaban en celdas sino que cada una de ellas tenía su propia casa pequeña.[2]
- 1858 - 1861: Durante la Guerra de Reforma los Liberales se apoderaron del convento y lo desintegraron, destruyendo el maravilloso conjunto arquitectónico que lo formaba.
- 1910: El Obispo de Querétaro Manuel Rivera adquirió por medio de permutas el terreno ocupado por el jardín, para edificar ahí la catedral de Querétaro.

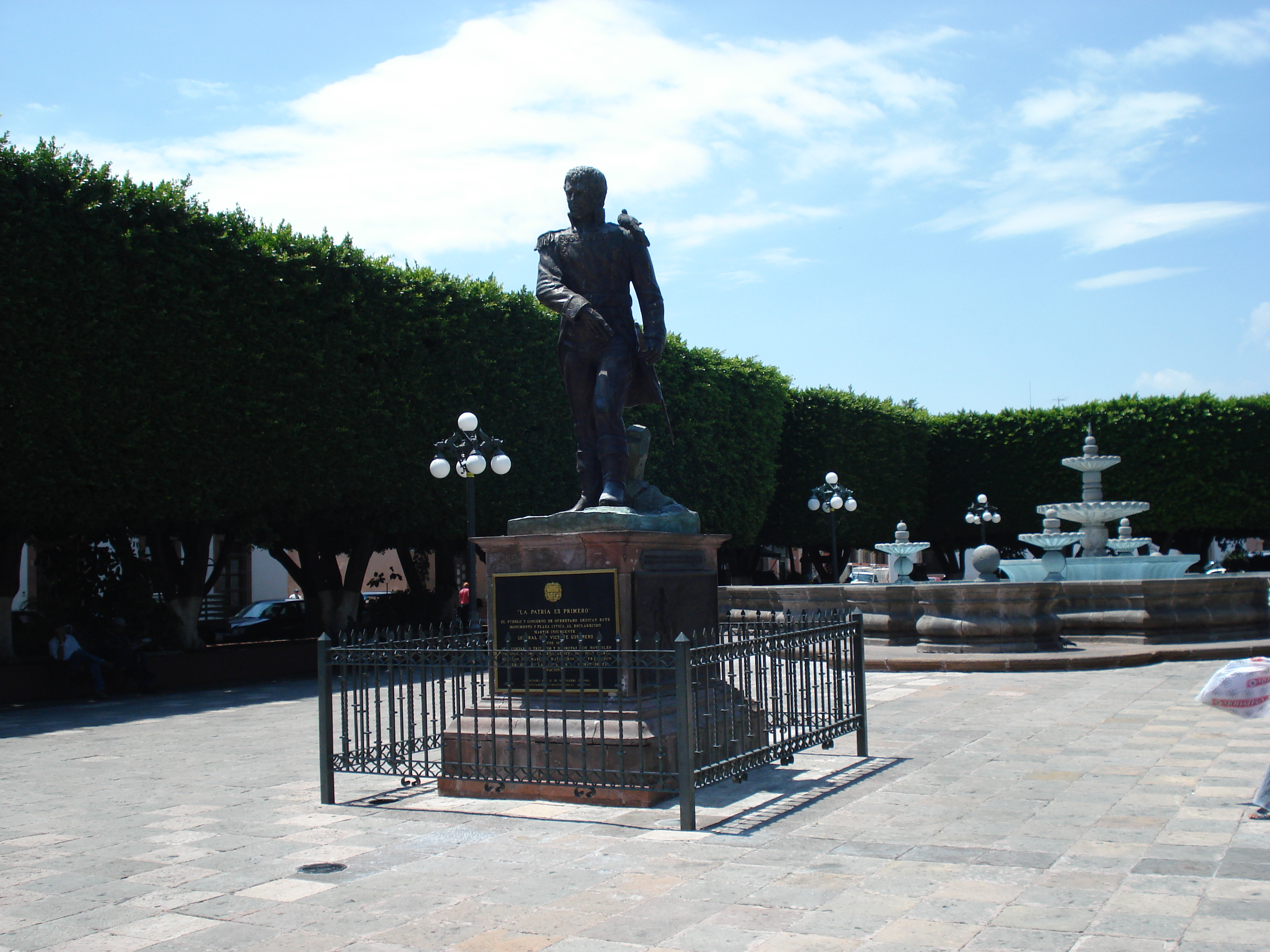
Estatua a Vicente Guerrero y fuente monumental.

- 1911: Una junta directiva formada por personas prominentes, encabezadas por el señor Obispo, organizó un concurso nacional para elegir el mejor proyecto para levantar la catedral. El costo del proyecto se fijó en un millón y medio de pesos. El proyecto ganador fue del ingeniero Manuel Velasco con un estilo gótico y bizantino.
- 1912: el 23 de mayo se colocó la primera piedra de la catedral en una solemne ceremonia con el Obispo de Querétaro y Obispos de otras Diócesis, las representaciones de agrupaciones civiles y religiosas y miles de fieles católicos. Se inició la construcción en el lado sur del jardín, cooperando el pueblo gustosamente, acarreando piedras para la tan anhelada catedral. Sin embargo en la excavación para fijar la cimentación no se encontró roca y en cambio, a los diez metros de profundidad brotó agua suficiente para inundar la obra. Se suspendió el trabajo para realizar los estudios necesarios y mientras tanto llegaron las tropas revolucionarias a la ciudad, quedando la obra solo en el proyecto.
- 1922: Se inauguró el Jardín Guerrero tras apropiarse del terreno las autoridades civiles.
- 1983: El gobernador Rafael Camacho Guzmán transformó el jardín en una luminosa plaza con balaustradas de cantera rosa y con una fuente monumental, dándole prestancia al nuevo Palacio Municipal inaugurado en junio.
- 2019: Se rompió el Record Guiness por el taco de carnitas más grande del mundo con 102 metros lineales y una y media tonelada de carnitas.
- 2018 - 2020: Se instaló una arcada luminosa para la temporada navideña, misma que corre por la calle de Madero desde el Jardín Zenea, el Jardín Francisco I Madero y el Jardín Guerrero.